# 김선영 (신학자)
김선영(金宣英, 1968년~)은 대한민국의 신학자이며 실천신학대학원대학교의 역사신학 교수이다. 한국교회사학회 회장을 역임하였고 현재 한국루터학회 부회장이다. 미로슬라브 볼프 박사와 존 드 구루취 박사와 같은 권위있는 외국의 유명한 신학자들의 통역을 많이하였다. 마르틴 루터에 관한 연구의 전문가로 평가받고 있다. 하나님 나라 신학, 하나님 나라와 교회, 그리고 하나님 나라 교육목회에도 관심을 갖고 연구하며 가르치고 있다.

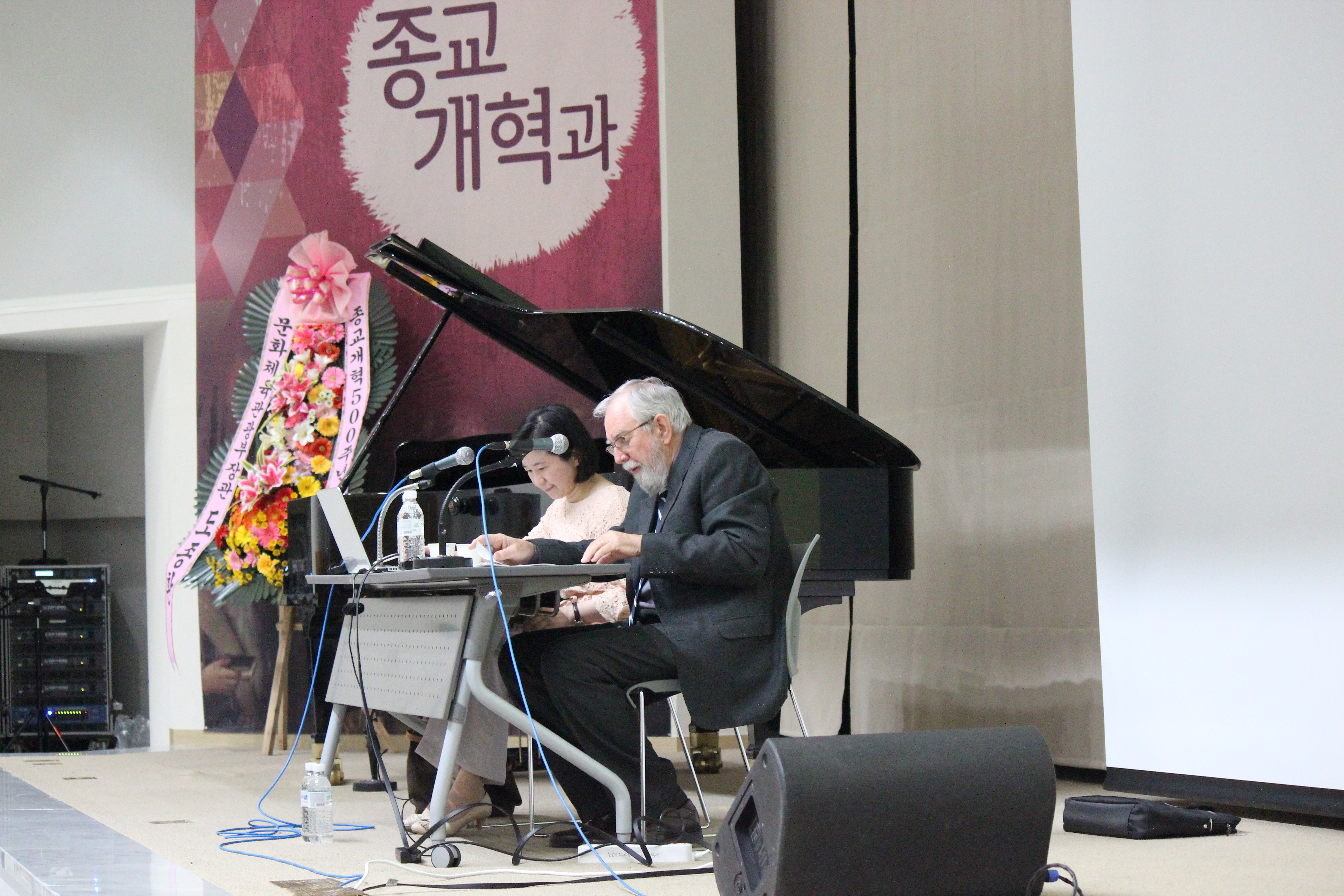
2017년 10월 20일 종교개혁500주년 공동학회에서 발표하는 존 W. 드 구루취 박사와 통역하는 김선영 교수

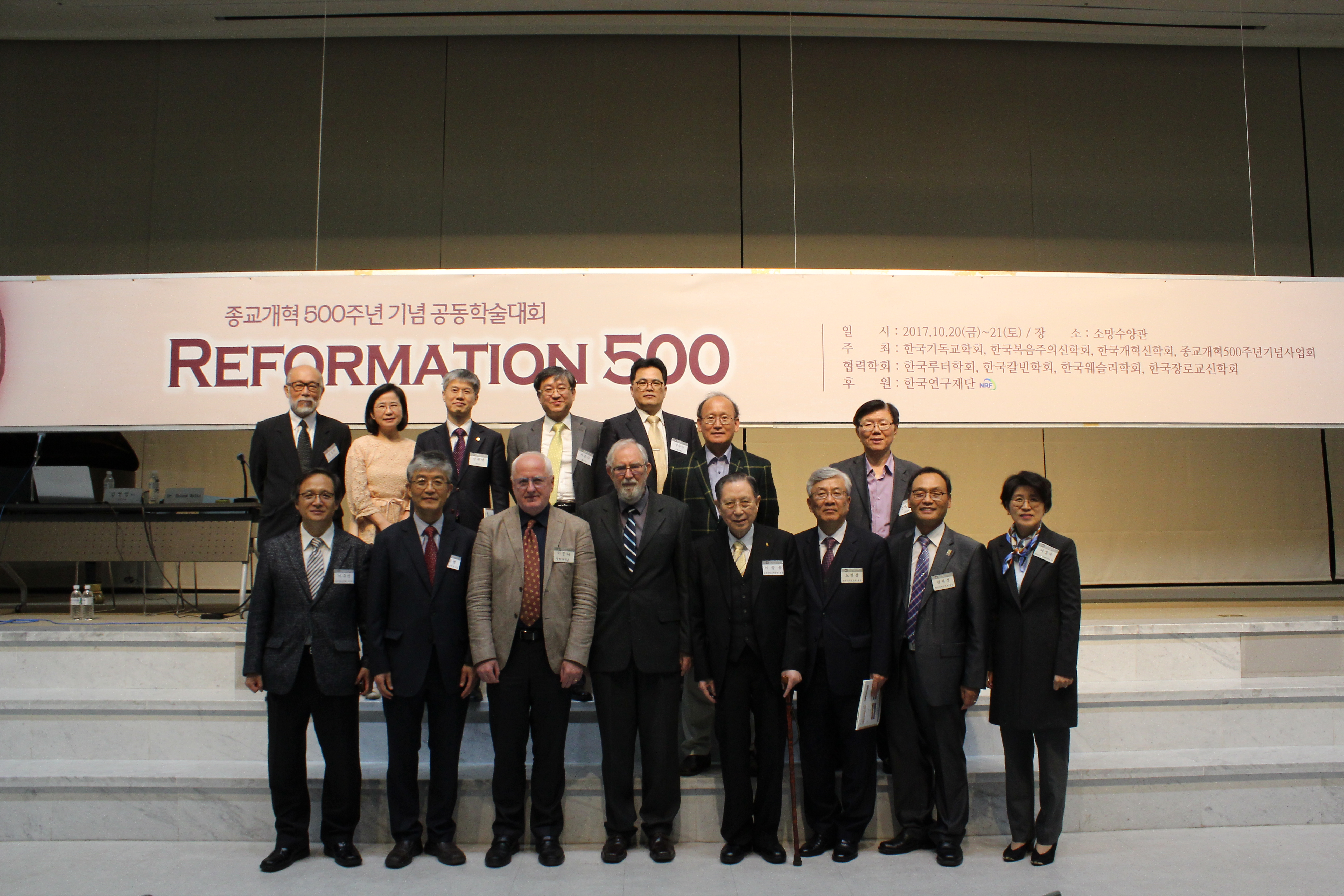
종교개혁500주년기념대회 위원들, 뒷줄에 김선영 박사

## 학력
- 이화여자대학교 (영어교육 B.A.)
- 이화여자대학교 (영문학 M.A.)
- 연세대학교 신과대학원(기독교교육 M.A.)
- 연세대학교 신과대학원(기독교교육 Ph.D.)
- 프린스턴 신학대학원 (M. Div.)
- 프린스턴 신학대학원(교리사 Ph.D.)

## 신학방법
- 종교개혁신학에 충실한 신학방법
- 역사문헌에 근거한 역사신학적 방법

## 경력
- 한국기독교학회 편집간사 2011. 10 - 2013. 10.
- 기독교한국루터회 총회 종교개혁 500주년기념 루터전집 번역·출판 사업회 대외총무 2014. 7 - 2017. 10.
- 한국루터학회 총무 2015. 5 – 2017. 10
- 한국루터학회 부회장 2017. 10 - 현재
- 2017년 종교개혁 500주년기념 공동학술대회 부회계 및 신학선언서 기초위원회 위원. 2016. 10-2017. 10.
- 한국교회사학회 회장 2019. 5 - 2020. 5
- 한국기독교학회 국제교류위원장 2017. 10 – 2019. 10
- 이라이프아카데미 운영위원 2019. 7 – 현재
- 한국군선교신학회 연구위원 2019. 11 – 현재
- 실천신학대학원대학교 교수 2012. 3 – 현재
- 「선교와 신학」 편집위원 2021. 2 – 현재

## 논문

### 학위논문
- “Luther on Faith and Love: The Overriding Thematic Pair in the Dynamics of Christ and the Law in the 1535 Galatians Commentary”. Ph.D. Diss. Princeton Theological Seminary, 2008. 5.
- “종교개혁사적 관점에서 본 루터의 교육사상과 교육개혁에 관한 연구.” 연세대학교 박사학위논문, 2012. 2.

## 저서 및 공저/편서
- Luther on Faith and Love: Christ and the Law in the 1535 Galatians Commentary. Minneapolis, MN: Fortress Press, 2014.
- 『믿음과 사랑의 신학자: 마르틴 루터』. 서울: 대한기독교서회, 2014. 8. 10.
- 『루터의 프로테스탄트 개혁: 신학·교회·사회 개혁』. 서울: 대한기독교서회, 2019. 2. 20.
- 김선영 외 13명. 『칭의와 정의』 새물결플러스, 2017. 10. 16. “루터의 칭의론 재조명: 오직 믿음으로만?” 233-268.
- 김선영 외 9인. 『기독교 신학의 죽음 이해』. 신앙과 지성사. 2018. 4. “마르틴 루터의 죽음관: 죽음, 최후의 승리” 47-78.
- 김선영 외 9인. 『종교개혁과 하나님』. 고신대학교 출판부, 2018. 7. “마틴 루터의 신론: 하나님을 하나님 되게 하라” 9-44.
- 김선영 외 11인. 『우리민족과 한국교회』. 총회한국교회연구원. 2018. 8. “한말 영적 대각성운동 및 일제강점기의 한국기독교와 민족운동.” 89-121.
- 김선영 외 11인. 『마르틴 루터의 종교개혁 사상』. 나눔사, 2018. 9. “양심에 대한 루터의 가르침과 한국 개신교회에 던지는 도전.” 121-154.
- 김선영 외 22인. 『민족과 함께 한 우리교회 이야기』. 나눔사, 2019. 3. 30. “정동제일교회.” 58-81.
- 김선영 외 8인. 『하나님 나라를 목회하라』. “하나님 나라 교육목회: 신학적 토대”, 139-170; “하나님 나라 교육목회: 실천적 방안”, 171-204. 드림북, 2019.
- 김선영 외 45인. 『교회통찰: 코로나 뉴노멀 언택트 시대 교회로 살아가기』. 세움북스, 2020. “루터가 짚어주는 한국교회의 본질적 과제.” 158-169.
- 김선영 외 48인. 『영적 거장들의 기도』. 홀리북클럽. 2021. “루터의 기도.” 160-169.
- 김선영 외 66인. 『영적 거장들의 설교』. 홀리북클럽. 2023. 3. "루터의 설교," 285-298.
- 김선영 외 7인.  『부흥』. 경기도: 새세대. 2024. 6. “루터의 프로테스탄트 부흥 운동: 하나님 나라와 영적 부흥.” 115-156.
- 김선영 외 25인. 『한국교회와 다음세대』. 아벨서원, 2024. 10. “다음 세대를 위한 루터의 비전, 교육 열정, 소명론.” 39-55.
- 김선영 외 2인. 『루터·칼빈·웨슬리의 창조신학』. 도서출판 웨슬리, 2024, 10. “루터의 창조신학.” 16-53.

## 번역서
- 『초기 기독교 교부들』(Richardson, Cyril C. (Ed.). Early Christian Fathers, The Library of Christian Classics, Vol. 1. Philadelphia: Westminster Press, 1953. 서울: 두란노아카데미, 2011.
- 알리스터 맥그라스. 『루터의 십자가 신학: 마르틴 루터의 신학적 돌파』. 서울: 컨콜디아사, 2015.
- 앤드루 페트그리. 『루터, 브랜드가 되다: 역사를 바꾼 마르틴 루터의 글쓰기‧인쇄‧출판 전략』. 이른비, 2022.

## 논문
- “루터의 믿음과 사랑 개념 이해를 위한 해석의 틀-1535년 갈라디아서 강해를 중심으로.” 「한국기독교신학논총」 68(2010), 27-55.
- “베르나르에게서 나타나는 아우구스티누스적 회심 개념.” 「서양중세사연구」 26(2010), 149-181.
- “Faith and Love as the Overriding Thematic Pair in Luther's Exposition of the Lord's Prayer.” Korean Journal of Christian Studies, 72(2010), 87-107.
- “존 웨슬리의 루터 수용과 비판 I―모라비아교인들의 매개를 통해.” 「교회사학」 9/1(2010), 297-325.
- “루터 신학에 율법의 제3용법 개념이 나타나는가?.” 「한국기독교신학논총」 73(2011), 119-151.
- “마르틴 루터와 인문주의.” 「한국기독교신학논총」 82(2012), 289-311.
- “Faith and Love in Luther's Sacramental Theology: Its Theological Significance and Ethical Ramifications.” Korean Journal of Christian Studies, 84(2012), 127-147.
- “칼빈의 ‘첫째 아담-마지막 아담’ 모형론-로마서 5장과 고린도전서 15장에 대한 주석을 중심으로.” 「한국기독교신학논총」 86(2013), 89-114.
- “Luther on ‘Sabbatical Observance’.” Korean Journal of Christian Studies, 87(2013), 81-102.
- “교황수위권에 대한 그레고리우스 7세와 마르틴 루터의 입장: 마태복음 16장과 요한복음 21장을 중심으로.” 「한국교회사학회지」 35(2013), 7-40.
- “루터의 여성관: 영-육 이원론적 논법 대(對) 믿음과 사랑의 논법.” 「한국교회사학회지」38(2014), 49-87.
- “루터의 성경해석 원리들: 예수 그리스도, 법과 복음, 믿음과 사랑.” 「한국기독교신학논총」 94(2014), 91-116.
- “그리스도는 세상왕국과 무관하다?: 루터의 두 왕국론 재고.” 「한국교회사학회지」 40(2015), 41-86.
- “신성로마제국 선제후령 작센의 프리드리히 현공에게 마르틴 루터의 의미.” 「한국기독교신학논총」, 98(2015), 57-90.
- “루터의 비텐베르크 대학교 교육개혁과 16세기 독일 프로테스탄트 개혁.” 「한국기독교신학논총」, 102(2016), 37-74.
- “16세기 프로테스탄트 개혁가 마르틴 루터의 죽음관.” 「한국교회사학회지」 45(2016), 69-118.
- “위그 드 생 빅토르의 네 단계 상승적 영적 여정의 관점에서 해석한 도덕극 『만인』.” 「피어선신학논단」 6/11(2017), 176-201.
- “루터의 개혁 운동의 정신적 동력: 묵시적 종말사상과 예언자적 사명의식.” 「한국기독교신학논총」, 106(2017), 173-204.
- “루터의 양심 개념: 법과 복음, 자유와 자발적 구속, 믿음과 사랑의 관점에서.” 「한국교회사학회지」 48(2017), 37-85.
- “루터의 부활론: 죄와 죽음 vs. 의와 생명.” 「한국기독교신학논총」, 110(2018), 161-193.
- “A Set of Theoretical Norms for Sacramental Education.” Journal of Christian Education in Korea, 57(2019), 59-89.
- “초기교회 입교절차의 신학적 메시지와 교육적 가치: 4세기 예루살렘 교회를 중심으로.” 「한국교회사학회지」 54(2019), 49-97.
- “「한국교회사학회지」에 게재된 16세기 교회사 논문 분석 평가 및 방향제시”. 「한국교회사학회지」 55(2020), 145-182.
- “루터의 기도개혁과 기도신학: 『창세기 강해』를 중심으로”. 「한국교회사학회지」 56(2020), 39-87.
- “루터의 설교개혁과 설교신학: 요한복음 20장 19-23절 설교를 중심으로.” 「한국기독교신학논총」. 119(2021), 35-76.
- “크리소스토모스의 『세례 강론』: 의식의 구조, 신학적 의미, 교육적 가치.” 「한국교회사학회지」 63(2022), 1-41.
- "코로나19 범유행 경험 가운데 재발견한 루터의 페스트 대응: 신학, 목회, 병인론, 지침 관점에서의 비교 분석 및 평가." 「한국기독교신학논총」 130(2023), 97-149.
- "‘하나님 나라’ 입국 절차로서의 세례와 성찬: 몹수에스티아의 테오도로스의 『교리교육 강론』에 나오는 미스타고지를 중심으로." 「한국교회사학회지」 66(2023), 41-79.
- “팸플릿 캠페인으로서 루터의 16세기 독일 프로테스탄트 개혁: 종교적 권위에 대한 견해 차이에 따른 상반된 미디어 전략과 결과.” 「한국기독교신학논총」. 134(2024), 31-89.
- “하나님 나라 입국을 위해 필수적인 마음의 눈과 영적 상상력: 세례 교육의 보고(寶庫)로서 암브로시우스의 미스타고지.” 「한국교회사학회지」. 69(2024), 1-42.

### 수상 및 학술 연구과제
- 박사학위 논문 magna cum laude(2008년)
- 한국연구재단 신진연구자지원사업, “신성로마제국 선제후령 작센의 프리드리히 현공과 종교개혁가 마르틴 루터”(2013. 5 – 2014. 5)
- 한국기독교학회 제13회 소망학술상(2018년)
- 한국연구재단 중견연구자지원사업, "코로나19 범유행 상황에서 ‘루터의 페스트 대응’ 재발견: 신학, 목회, 병인론, 지침 관점에서의 비교 분석 및 평가"(2022. 7 - 2023. 6)
- 한국연구재단 중견연구자지원사업, "서구최초의 대규모 미디어 캠페인으로서 루터의 독일 프로테스탄트 개혁 종교적 권위의 재편성을 중심으로" (2023.6- 2025.5)

## 국제학술대회 발표
- “Luther’s Teaching on Faith and Love as the Key to the Lord’s Prayer”: Paper presented at the Annual Conference Meeting of the Sixteenth Century Society and Conference, Salt Lake City, Utah, October 25-28, 2007.

- “Luther on the Sabbath as the paradigm of the new reality for Christians: Faith and Love”: Paper presented at the Annual Conference Meeting of the Sixteenth Century Society and Conference, St. Louis, Missouri, October 23-26, 2008.

- “Luther on the Real Presence of Christ in the Lord’s Supper: Theological Underpinnings and Ethical Ramifications”: Paper presented at the Annual Conference Meeting of the Sixteenth Century Society and Conference, Geneva, Switzerland, May 28-30, 2009.

- “Luther’s Two-Kingdom Theory in Light of His Teachings on History and the Paired Theme of Faith and Love.”: Paper presented at the Annual Conference Meeting of the Sixteenth Century Society and Conference, New Orleans, Louisiana, October 16-19, 2014.

## 같이 보기
- 한국의 신학자 목록
- 종교개혁500주년기념대회 신학선언서
- 한국교회사학회
- 마르틴 루터